# Clepsydrops
Clepsydrops é um gênero de eupelicossauro do período Carbonífero Superior. Sua alimentação era baseada em insetos e outros pequenos animais da época. Ele é um dos primeiros Sinapsídeos conhecidos e é ancestrais (ou primos próximos) do Dimetrodon.

## Espécies
- Clepsydrops collettii Cope, 1875
- ?Clepsydrops vinslovii Cope, 1877